# Сухоруков, Иван Дмитриевич
Ива́н Дми́триевич Сухору́ков (1860, Новая Малыкла, Самарская губерния — 20 февраля 1938, Ульяновск, Куйбышевская область) — крестьянин, депутат Государственной Думы Российской империи второго созыва.

## Биография

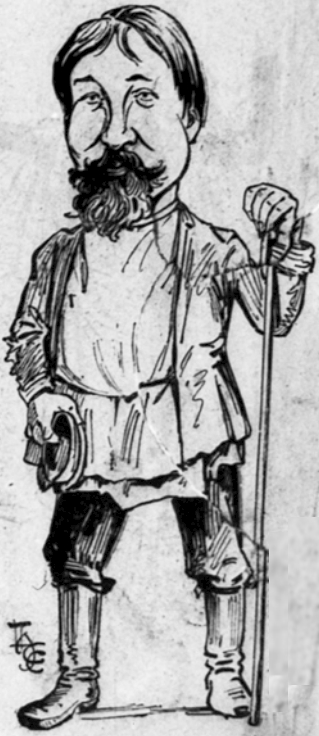
Карикатура на депутата И. Сухорукова. 1907 год.

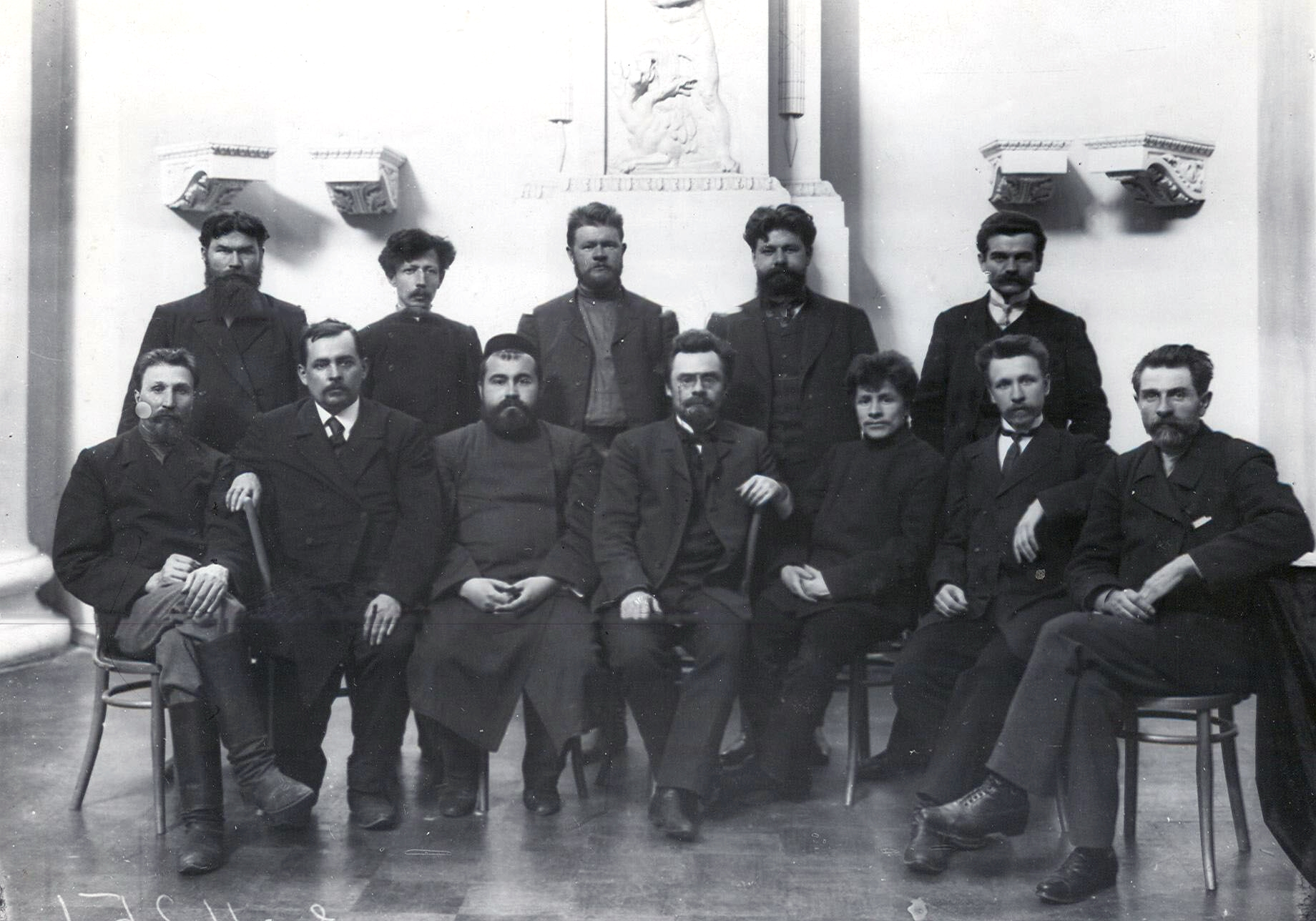
И. Д. Сухоруков среди депутатов 2-й Думы от Самарской губернии, первый ряд, 1-й слева.

Родился в мордовской крестьянской семье. Получил домашнее образование. До избрания был крестьянином в родном селе.
Избран депутатом Государственной Думы второго созыва в 1907 году. Являлся членом Трудовой группы.
5 ноября 1929 коллегией ОГПУ по ст. 58-10 УК РСФСР был осуждён и выслан на 3 года в Северный край.
В конце 1937 был повторно арестован. Постановлением тройки при УНКВД по Куйбышевской области от 22 декабря 1937 года по статье 58-10 ч. 1 УК РСФСР расстрелян.
Полностью реабилитирован 2 декабря 1992 г.